# 劉襄 (齊王)
齐哀王刘襄（？—前179年），汉高祖刘邦之孙，齐悼惠王刘肥长子。

## 生平
前189年刘肥死，前188年汉惠帝命张良立刘襄继承齐王位。
同年，惠帝崩，吕太后称制，天下事皆决于她。次年（前187年），立其兄子郦侯吕台为吕王，割齐国济南郡为吕王奉邑。前186年，刘襄弟刘章入宿卫，被吕太后封为朱虚侯，以侄吕禄女为其妻。前182年，封刘章弟刘兴居为东牟侯，皆宿卫长安中。前181年，吕太后又割齐国琅邪郡，立营陵侯刘泽为琅邪王。
前180年七月吕后死后，诸吕把持朝政。刘章之妻告知劉章诸吕要作乱，劉章秘密派人告诉兄长齐王刘襄，想让刘襄发兵西向入京，而自己和刘兴居及大臣们为内应，诛杀諸吕，立刘襄为帝。刘襄闻讯，与舅父驷钧、郎中令祝午、中尉魏勃等同谋起兵。齐相召平不肯。八月，刘襄想派人诛杀召平，召平闻之，发兵包围王宫。魏勃於是欺騙召平，說要幫他包圍刘襄，於是召平派魏勃率兵围王宫。魏勃卻反而包围相府。召平自杀。
于是刘襄以驷钧为国相，魏勃为将军，祝午为内史，尽发国中兵，派祝午东行欺骗刘泽：“吕氏作乱，齐王发兵欲西诛之。齐王自认为年少不习兵革之事，愿意举国委大王。大王是高帝之将，习战事。齐王不敢离开军队，使臣请大王幸临淄见齐王计事，同率齐兵向西平关中之乱。”刘泽信以为真，骑马去见刘襄，被刘襄与魏勃等趁机扣留，而派祝午尽发琅邪国军队，并统领之。
刘泽由于受骗不得回国，就对刘襄说：“齐悼惠王是高皇帝长子，推本言之，大王是高皇帝嫡长孙，当立。今诸大臣狐疑未有所定，而泽在刘氏中最年长，大臣都等待泽决计。今大王留臣无益，不如使我入关计事。”于是刘襄准备了车送刘泽入京。
刘泽走后，刘襄举兵西攻吕国济南郡。起兵之际，刘襄数次询问琅邪不其县的王仲，还发布《遗诸侯王书》。相国梁王吕产及吕禄等派大将军灌婴驻军荥阳抵御刘襄，陈平告诫灌婴，不要与诸侯交战，也不要帮助诸侯反攻吕氏。灌婴觉得一旦打败齐军，是增加吕氏作乱的资本，于是与太尉周勃商议，派使者对刘襄及诸侯说自己也要诛杀吕氏，与诸侯联合，齐军因此停止不前，攻取济南郡后回师齐国西界以待约定，因而未能按原计划入京。吕禄、吕产想在关中起事，又想先等灌婴和齐军火并，犹豫不决。
九月诸吕覆灭后，诸臣商议废黜惠帝诸子，另立诸侯王最贤者。时刘泽已到长安。有大臣说：“齐悼惠王是高帝长子，今其嫡子为齐王，推本言之，是高帝嫡长孙，可立。”刘泽和一些大臣却說：「刘襄的舅舅驷钧不是善类，立刘襄為皇帝，等于复立另一個吕氏。」最终众臣决定改立母系势力不大的代王刘恒，是為汉文帝。周勃派刘章告知刘襄，令其罢兵。汉文帝继位後，刘襄只得罢兵。灌婴听闻魏勃教齐王起兵，派使者召魏勃责问，罢其官。
十一月，文帝尽以吕后时所割齐国城阳、琅邪、济南郡还给齐国。刘襄在第二年就病死了，谥曰“哀”。

## 后事
同年，刘章和刘兴居原本被许诺封为赵王和梁王，因被文帝发现支持刘襄，仅被封为城阳王和济北王。
刘襄死后，太子齐文王刘则嗣位。
| 前任： 父悼惠王刘肥 | 西汉齐王 前188年—前179年 | 繼任： 子文王刘则 |